# Glommersträsks hembygdsmuseum

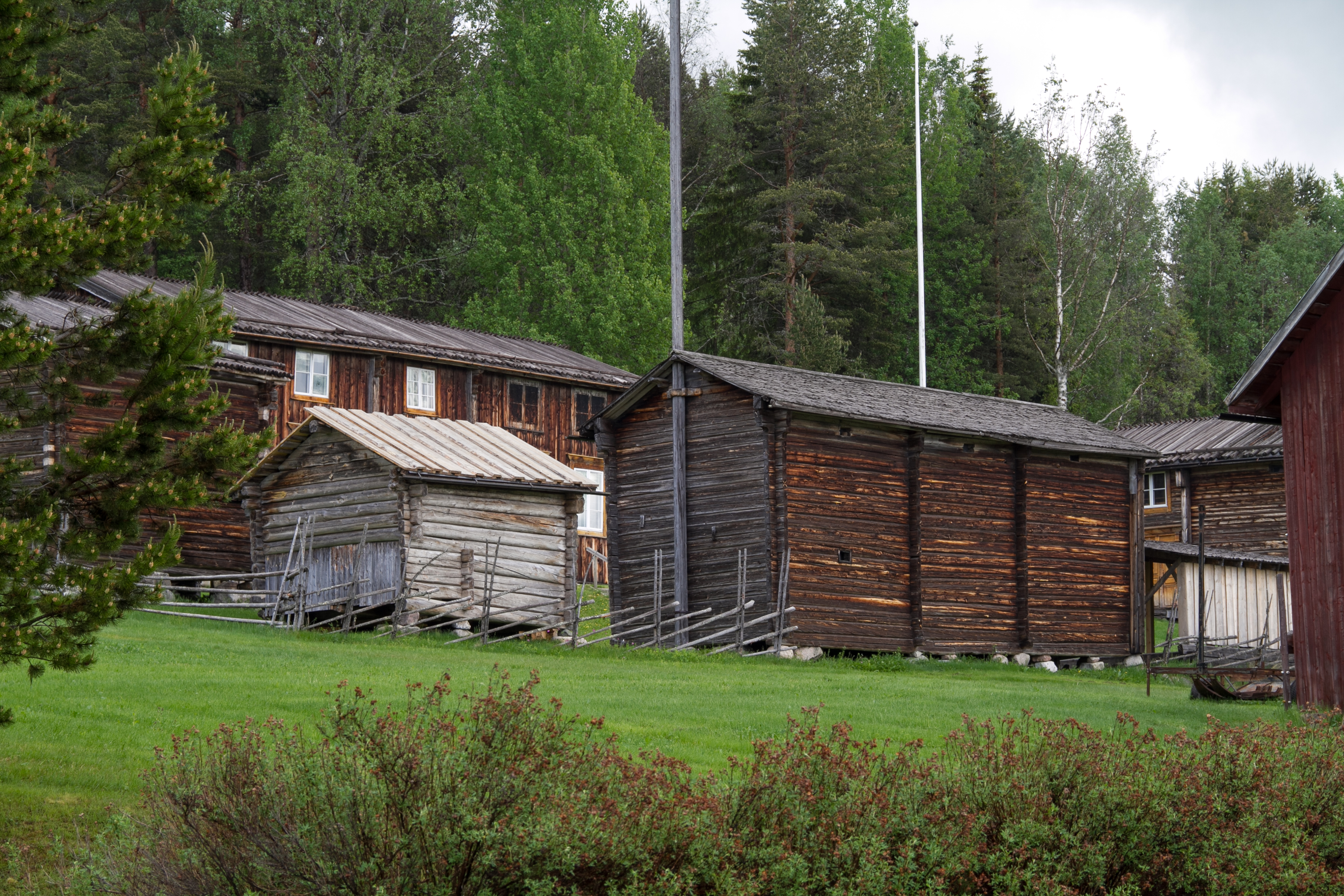
Glommersträsks hembygdsmuseum

Glommersträsks hembygdsmuseum, även kallat Hängengården, ligger i Glommersträsk i Arvidsjaurs kommun.
Museet består av bondgården Hängengården, med tolv byggnader från 1700- och 1800-talen. Hembygdsmuseet har stora samlingar av bruksföremål från den tidiga kolonisationen av Lappmarken. Museet har också en skolsal från 1840-talet samt en fungerande vapensmedja.